# Jerome Ramatlhakwane
Jerome Ontiretse Otto Ramatlhakwana est un footballeur botswanais né le 29 mai 1985 à Lobatse (Botswana). Il évolue au poste d'attaquant et joue au Township Rollers.
Il est international botswanais de 2006 à 2014 et le meilleur buteur de l'équipe avec 21 buts.